# Blaine Scully
Blaine Hansen Scully (* 29. února 1988 Sacramento) je bývalý americký ragbista, který hrál jako křídlo a zadák. Za USA odehrál 54 zápasů (v 50 utkání byl v základní sestavě) a položil 15 pětek (2011–2019). V letech 2016 až 2018 vyhrál třikrát s reprezentací Spojených států amerických soutěž Americas Rugby Championship. Zúčastnil se 3 světových šampionátů. Na MS 2019 byl kapitánem své země a ve všech zápasech byl v základní sestavě. V červnu 2018 byl jako kapitán u toho, když USA poprvé ve své historii porazili Skotsko. V letech 2009 až 2013 hrál za sedmičkovou reprezentaci. 
Ragby začal hrát až na vysoké škole, předtím se věnoval hlavně plavání a vodnímu pólu. Jako člen Kalifornské univerzita v Berkeley vyhrál dvakrát národní ligu v ragby. Vystudoval historii. Na klubové úrovni hrál za anglický Leicester Tigers (2013–2015) a za velšský Cardiff Blues (2015–2019). V sezoně 2016/17 položil proti Scarlets pětku, která byla zvolena nejlepší pětkou ligy. V roce 2018 se stal vítězem Vyzývacího poháru, druhé nejlepší evropské klubové soutěže. 
Svůj konec kariéry oznámil v březnu 2020 ve svých 32 letech. Po konci kariéry se stal analytikem NBC Sports. Poskytuje poradenství pro různé společnosti související se sportovními technologiemi. Ještě během hráčské kariéry spoluzaložil Ragbyovou asociaci USA. 